# Norwegische Badmintonmeisterschaft 1952
Die Norwegische Badmintonmeisterschaft 1952 fand in Oslo statt. Es war die achte Austragung der nationalen Meisterschaften von Norwegen im Badminton.

## Titelträger
| Disziplin    | Sieger                             |
| ------------ | ---------------------------------- |
| Herreneinzel | Johan Elgaaen                      |
| Dameneinzel  | Aase Hansson                       |
| Herrendoppel | Reidar Engebretsen Åge Henriksen   |
| Damendoppel  | Olly Talet Inge Flognfeldt         |
| Mixed        | Reidar Engebretsen Inge Flognfeldt |